# Fenitoína
La fenitoína, también llamada difenilhidantoína, es un antiepiléptico de uso común.  Es un compuesto aprobado por la FDA en 1953 para su uso en convulsiones y ansiedad.  La fenitoína actúa bloqueando la actividad cerebral no deseada mediante la reducción de la conductividad eléctrica entre las neuronas, bloqueando los canales de sodio sensibles al voltaje. Como bloqueador de los canales de sodio cardíacos, la fenitoína tiene efectos como agente antiarrítmico.

## Historia
La fenitoína fue sintetizada por primera vez por Heinrich Biltz en 1908. Biltz vendió su descubrimiento a Parke-Davis, que no encontró un uso inmediato para ella. En 1938, los científicos H. Houston Merrit y Tracy Putnam descubrieron su utilidad a la hora de controlar estados convulsivos, sin los efectos sedantes que acompañan al fenobarbital.
Según Las Bases Farmacológicas de la Terapéutica de Goodman y Gilman:

En contraste con el descubrimiento accidental de las propiedades anticonvulsionantes del bromuro de potasio y el fenobarbital, la fenitoína fue el resultado de una búsqueda entre estructuras no sedantes parecidas al fenobarbital para obtener agentes capaces de suprimir las convulsiones causadas por electrochoques en animales de laboratorio.

Hay indicios de otros efectos asociados al uso de fenitoína, incluyendo su capacidad ansiolítica y de control del humor, aunque su uso no ha sido aprobado para estos propósitos. Jack Dreyfus, el fundador de la Fundación Dreyfus, fue uno de los mayores defensores del uso de la fenitoína en el control del nerviosismo y de la depresión, ya que fue tratado con Dilantin en 1966. El libro que escribió tras ese tratamiento, A remarkable medicine has been overlooked, es usado por muchos médicos gracias al trabajo que realizó su fundación. A pesar de los más de 70 millones de dólares que invirtió en financiaciones, su propósito de estudiar la fenitoína para ver cómo respondía en usos alternativos no influyó demasiado en la comunidad médica. Este hecho se debió en parte a las reticencias de Parke-Davis a la hora de invertir en un medicamento cuando su principal valedor estaba al final de su vida, y también debido en parte a los resultados mezclados de diversos estudios.
El Dilantin aparece en la novela de 1962 One Flew Over The Cuckoo's Nest de Ken Kesey y se usa como antiepiléptico y como medicamento para controlar el estado de ánimo.

## Mecanismos de acción
La fenitoína altera la conducción de sodio, potasio y calcio, los potenciales de membrana y las concentraciones de ciertos aminoácidos y los neurotransmisores acetilcolina y ácido gamma-aminobutírico. A concentraciones elevadas, la fenitoína también inhibe la liberación de serotonina y noradrenalina, promueve la recaptación de dopamina e inhibe la actividad de la enzima monoamino oxidasa. Los niveles plasmáticos terapéuticos de la fenitoína para la mayoría de los pacientes está entre 10 y 20 microgramos/mL.

## Efectos secundarios
En dosis terapéuticas, la fenitoína produce nistagmo horizontal, inocuo, pero en ocasiones utilizado por las autoridades para comprobar si hay intoxicación etílica (la cual da lugar a nistagmo también). En dosis tóxicas, los pacientes aparecen sedados, con ataxia cerebelosa y oftalmoparesia, además de convulsiones paradójicas. Otros efectos secundarios idiosincráticos incluyen rash cutáneo y reacciones alérgicas severas.
Hay evidencias de la teratogenicidad de la fenitoína, causando lo que Smith y Jones, en su Recognizable patterns of human malformation, llaman síndrome hidantoínico fetal.  Hay evidencias en contra de este hecho.  Un ensayo doble ciego consistió en preguntar a médicos acerca de si eran capaces de distinguir, mediante una fotografía, qué niños presentaban dicho síndrome; se concluyó que estos no fueron capaces de ver los síntomas, dejando en cuestión la existencia de este síndrome.  Para zanjar esta cuestión de forma definitiva, se están recopilando datos en el Epilepsy and Antiepileptic Drug Pregnancy Registry.  El CDC lista al síndrome hidantoínico fetal como una regla para diagnosticar el síndrome alcohólico fetal (SAF), debido a los síntomas faciales e intelectuales solapados.
La fenitoína puede acumularse en el córtex cerebral durante largos períodos de tiempo, además de causar atrofia en el cerebelo cuando se administra a grandes dosis de manera crónica. A pesar de esto, la fenitoína tiene un largo historial de uso seguro, siendo uno de los anticonvulsionantes más prescritos por los médicos, y un remedio "de primera línea" común en casos de convulsiones. La fenitoína también causa hiperplasia de las encías, debido a la deficiencia de folato (ácido fólico).
En la actualidad (2007), la fenitoína se puede obtener como medicamento genérico ya que su patente ha expirado, además se vende como medicamento "de marca" a precios relativamente bajos, siendo uno de los antiepilépticos más usados y asequibles. Se presenta en forma de cápsulas de liberación retardada y en forma inyectable, aunque dicha presentación está cediendo terreno rápidamente a la fosfenitoína (una nota importante: la fosfenitoína debe ser desfosforilada antes de que actúe, lo cual puede llegar a tardar hasta 15 minutos).  Algunas [¿cuál?] formulaciones genéricas han resultado ser menos fiables que su contrapartida de marca.  En algunos casos, este hecho podría ser debido a las complicaciones que aparecen debido a los mecanismos de liberación de la proteína presentes en los genéricos, y debido al hecho de que algunos pacientes tienen un ritmo metabólico muy alto.

## Especificaciones del fármaco
- Su administración puede ser vía oral, intra venosa o intra muscular.
- Su eliminación es Renal / Heces.
- Medicamento de orden cero.
- Su vida media es de 22hrs.
- Se usa para la Epilepsia.
- No es recomendado en embarazada ni durante la lactancia.

## Dosis
- Terapéutica: 10 μg / mL.
- Nistagmo: 20 μg / mL.
- Ataxia, confusión, convulsiones: 30 μg / mL.
- Coma: 50 μg / mL.

## Otros usos
Recientemente se ha experimentado con la fenitoína como neuroprotector en esclerosis múltiple con buenos resultados